# Eucrostes divincta
Eucrostes divincta là một loài bướm đêm trong họ Geometridae.